# Campeonato Nacional de Fútbol de Salón 2014 (Paraguay)
El XLIV Campeonato Nacional de Fútbol de Salón - Villarrica 2014 fue la 44.ª edición del Campeonato Nacional de Fútbol de Salón de Paraguay. Fue organizado por sexta vez por la Federación Paraguaya de Fútbol de Salón (FPFS) y participaron 16 equipos. Inicio el 7 de marzo de 2014 y finalizó el 18 de marzo del mismo año. Todos los partidos fueron jugados en el Estadio Municipal Ycuá Pytã de la ciudad de Villarrica.
Por novena vez, y luego de 22 años, el campeón fue Paranaense.

## Modalidad
Los dieciséis equipos participantes se dividieron en cuatro grupos de cuatro cada uno, donde disputaron una ronda de partidos de todos contra todos en el grupo. Los dos mejores equipos de cada grupo pasaron a los duelos finales.

## Equipos participantes[2]
| Equipos             |
| ------------------- |
| Altos               |
| Amambay             |
| Caazapá             |
| Capiatá             |
| Cerrito             |
| Concepción          |
| Fernando de la Mora |
| Horqueta            |
| Itauguá             |
| Mbocayaty           |
| Paranaense          |
| Pastoreo            |
| Presidente Franco   |
| San Ignacio         |
| San Pedro           |
| Villarrica          |

## Desarrollo[3]

### Primera fase

#### Grupo A
| Equipo              | Pts | PJ | PG | PE | PP | GF | GC | Dif |
| ------------------- | --- | -- | -- | -- | -- | -- | -- | --- |
| Capiatá             | 6   | 3  | 3  | 0  | 0  | 20 | 13 | 7   |
| Presidente Franco   | 4   | 3  | 2  | 0  | 1  | 14 | 8  | 6   |
| Pastoreo            | 2   | 3  | 1  | 0  | 2  | 11 | 16 | -5  |
| Fernando de la Mora | 0   | 3  | 0  | 0  | 3  | 8  | 16 | -8  |

Fecha 1
| 7 de marzo de 2014 | Fernando de la Mora | 2 - 3   | Pastoreo | Estadio Ycuá Pytã, Villarrica |  |
|                    |                     | Reporte |          |                               |  |

| 7 de marzo de 2014 | Presidente Franco | 3 - 4   | Capiatá | Estadio Ycuá Pytã, Villarrica |  |
|                    |                   | Reporte |         |                               |  |

Fecha 2
| 9 de marzo de 2014 | Presidente Franco | 6 - 1   | Pastoreo | Estadio Ycuá Pytã, Villarrica |  |
|                    |                   | Reporte |          |                               |  |

| 9 de marzo de 2014 | Capiatá | 8 - 3   | Fernando de la Mora | Estadio Ycuá Pytã, Villarrica |  |
|                    |         | Reporte |                     |                               |  |

Fecha 3
| 11 de marzo de 2014 | Fernando de la Mora | 3 - 5   | Presidente Franco | Estadio Ycuá Pytã, Villarrica |  |
|                     |                     | Reporte |                   |                               |  |

| 11 de marzo de 2014 | Capiatá | 8 - 7   | Pastoreo | Estadio Ycuá Pytã, Villarrica |  |
|                     |         | Reporte |          |                               |  |

#### Grupo B
| Equipo      | Pts | PJ | PG | PE | PP | GF | GC | Dif |
| ----------- | --- | -- | -- | -- | -- | -- | -- | --- |
| San Ignacio | 5   | 3  | 2  | 1  | 0  | 9  | 4  | 5   |
| Altos       | 4   | 3  | 2  | 0  | 1  | 8  | 4  | 4   |
| Amambay     | 3   | 3  | 1  | 1  | 1  | 7  | 7  | 0   |
| Mbocayaty   | 0   | 3  | 0  | 0  | 3  | 3  | 12 | -9  |

Fecha 1
| 7 de marzo de 2014 | Amambay | 3 - 3   | San Ignacio | Estadio Ycuá Pytã, Villarrica |  |
|                    |         | Reporte |             |                               |  |

| 7 de marzo de 2014 | Mbocayaty | 1 - 5   | Altos | Estadio Ycuá Pytã, Villarrica |  |
|                    |           | Reporte |       |                               |  |

Fecha 2
| 9 de marzo de 2014 | Amambay | 1 - 2   | Altos | Estadio Ycuá Pytã, Villarrica |  |
|                    |         | Reporte |       |                               |  |

| 9 de marzo de 2014 | San Ignacio | 4 - 0   | Mbocayaty | Estadio Ycuá Pytã, Villarrica |  |
|                    |             | Reporte |           |                               |  |

Fecha 3
| 11 de marzo de 2014 | San Ignacio | 2 - 1   | Altos | Estadio Ycuá Pytã, Villarrica |  |
|                     |             | Reporte |       |                               |  |

| 11 de marzo de 2014 | Mbocayaty | 2 - 3   | Amambay | Estadio Ycuá Pytã, Villarrica |  |
|                     |           | Reporte |         |                               |  |

#### Grupo C
| Equipo     | Pts | PJ | PG | PE | PP | GF | GC | Dif |
| ---------- | --- | -- | -- | -- | -- | -- | -- | --- |
| Paranaense | 6   | 3  | 3  | 0  | 0  | 15 | 7  | 8   |
| Horqueta   | 4   | 3  | 2  | 0  | 1  | 13 | 9  | 4   |
| Caazapá    | 2   | 3  | 1  | 0  | 2  | 7  | 11 | -4  |
| San Pedro  | 0   | 3  | 0  | 0  | 3  | 4  | 12 | -8  |

Fecha 1
| 8 de marzo de 2014 | Caazapá | 2 - 5   | Horqueta | Estadio Ycuá Pytã, Villarrica |  |
|                    |         | Reporte |          |                               |  |

| 8 de marzo de 2014 | Paranaense | 4 - 2   | San Pedro | Estadio Ycuá Pytã, Villarrica |  |
|                    |            | Reporte |           |                               |  |

Fecha 2
| 10 de marzo de 2014 | San Pedro | 0 - 2   | Caazapá | Estadio Ycuá Pytã, Villarrica |  |
|                     |           | Reporte |         |                               |  |

| 10 de marzo de 2014 | Paranaense | 5 - 2   | Horqueta | Estadio Ycuá Pytã, Villarrica |  |
|                     |            | Reporte |          |                               |  |

Fecha 3
| 12 de marzo de 2014 | San Pedro | 2 - 6   | Horqueta | Estadio Ycuá Pytã, Villarrica |  |
|                     |           | Reporte |          |                               |  |

| 12 de marzo de 2014 | Caazapá | 3 - 6   | Paranaense | Estadio Ycuá Pytã, Villarrica |  |
|                     |         | Reporte |            |                               |  |

#### Grupo D
| Equipo     | Pts | PJ | PG | PE | PP | GF | GC | Dif |
| ---------- | --- | -- | -- | -- | -- | -- | -- | --- |
| Villarrica | 6   | 3  | 3  | 0  | 0  | 20 | 4  | 16  |
| Concepción | 4   | 3  | 2  | 0  | 1  | 11 | 7  | 4   |
| Itauguá    | 2   | 3  | 1  | 0  | 2  | 11 | 18 | -7  |
| Cerrito    | 0   | 3  | 0  | 0  | 3  | 5  | 18 | -13 |

Fecha 1
| 8 de marzo de 2014 | Villarrica | 7 - 1   | Itauguá | Estadio Ycuá Pytã, Villarrica |  |
|                    |            | Reporte |         |                               |  |

| 8 de marzo de 2014 | Concepción | 2 - 0   | Cerrito | Estadio Ycuá Pytã, Villarrica |  |
|                    |            | Reporte |         |                               |  |

Fecha 2
| 10 de marzo de 2014 | Villarrica | 10 - 2  | Cerrito | Estadio Ycuá Pytã, Villarrica |  |
|                     |            | Reporte |         |                               |  |

| 10 de marzo de 2014 | Itauguá | 4 - 8   | Concepción | Estadio Ycuá Pytã, Villarrica |  |
|                     |         | Reporte |            |                               |  |

Fecha 3
| 12 de marzo de 2014 | Itauguá | 6 - 3   | Cerrito | Estadio Ycuá Pytã, Villarrica |  |
|                     |         | Reporte |         |                               |  |

| 12 de marzo de 2014 | Concepción | 1 - 3   | Villarrica | Estadio Ycuá Pytã, Villarrica |  |
|                     |            | Reporte |            |                               |  |

### Segunda fase

#### Semifinal
En el cuadrangular de la semifinal jugaron los 4 equipos con mayor puntaje de cada grupo de la primera fase vs los 2.os de cada grupo, los 4 ganadores de cada partido pasaron a la instancia final.
| 13 de marzo de 2013 | Capiatá                                        | 1 - 1 (t. s.)(1 - 2 p.)    | Altos                                            | Estadio Ycuá Pytã, Villarrica |  |
|                     |                                                | Reporte                    |                                                  |                               |  |
|                     |                                                | Tiros desde el punto penal |                                                  |                               |  |
|                     | - José Almirón - Pedro Garay - Víctor González |                            | - Alder Melgarejo - Horacio Osorio - Andrés Báez |                               |  |

| 13 de marzo de 2013 | San Ignacio | 4 - 2   | Presidente Franco | Estadio Ycuá Pytã, Villarrica |  |
|                     |             | Reporte |                   |                               |  |

| 14 de marzo de 2013 | Paranaense | 1 - 0   | Concepción | Estadio Ycuá Pytã, Villarrica |  |
|                     |            | Reporte |            |                               |  |

| 14 de marzo de 2013 | Villarrica | 4 - 0 | Horqueta | Estadio Ycuá Pytã, Villarrica |  |

#### Finales
Los ganadores de los 4 partidos de la semifinal utilizaron el sistema round-robin para coronar al campeón.
| Equipo      | Pts | PJ | PG | PE | PP | GF | GC | Dif |
| ----------- | --- | -- | -- | -- | -- | -- | -- | --- |
| Paranaense  | 6   | 3  | 3  | 0  | 0  | 12 | 7  | 5   |
| Villarrica  | 4   | 3  | 2  | 0  | 1  | 13 | 5  | 8   |
| San Ignacio | 2   | 3  | 1  | 0  | 2  | 13 | 16 | -3  |
| Altos       | 0   | 3  | 0  | 0  | 3  | 5  | 15 | -10 |

| 16 de marzo de 2013 | Paranaense | 6 - 4   | San Ignacio | Estadio Ycuá Pytã, Villarrica |  |
|                     |            | Reporte |             |                               |  |

| 16 de marzo de 2013 | Villarrica | 5 - 0   | Altos | Estadio Ycuá Pytã, Villarrica |  |
|                     |            | Reporte |       |                               |  |

| 17 de marzo de 2013 | Paranaense | 4 - 2   | Altos | Estadio Ycuá Pytã, Villarrica |  |
|                     |            | Reporte |       |                               |  |

| 17 de marzo de 2013 | Villarrica | 7 - 3   | San Ignacio | Estadio Ycuá Pytã, Villarrica |  |
|                     |            | Reporte |             |                               |  |

| 18 de marzo de 2013 | San Ignacio | 6 - 3   | Altos | Estadio Ycuá Pytã, Villarrica |  |
|                     |             | Reporte |       |                               |  |

| 18 de marzo de 2013 | Villarrica | 1 - 2   | Paranaense | Estadio Ycuá Pytã, Villarrica |  |
|                     |            | Reporte |            |                               |  |

### Campeón
| Campeón Paranaense 9.º título |

| Predecesor: Horqueta 2013 | Campeonato Nacional de Fútbol de Salón 2014 | Sucesor: San Ignacio 2015 |